# Gregaryny
Gregaryny, hurmaczki (Gregarinasina) – podgromada protistów należąca do typu apikompleksów. Te osiągające rozmiar około pół milimetra długości pasożyty zamieszkują w przewodach pokarmowych i jamach ciała bezkręgowców lądowych, morskich oraz słodkowodnych. Do tej zróżnicowanej grupy protistów należy około 250 rodzajów z 1650 gatunkami. Nie pasożytują one w żadnych kręgowcach. Gregaryny są blisko spokrewnione z pierwotniakami z gatunku Toxoplasma gondii, wywołującego u zwierząt toksoplazmozę. Hurmaczki łączą szereg prymitywnych cech z niespotykanymi u innych protistów przystosowaniami, wynikającymi z pasożytniczego trybu życia.
Gregaryny występują zarówno w ekosystemach wodnych i lądowych. Mimo iż zwykle przekazywane są drogą oralnofekalną, niektóre rozprzestrzeniają się wraz z gametami gospodarza podczas kopulacji. Do tej pory odnaleziono ślady zainfekowania gregarynami u ponad 3000 gatunków bezkręgowców.

## Cechy charakterystyczne
- Mejoza zachodzi u wszystkich gatunków.
- Cykl życia ograniczony tylko do jednego żywiciela w przypadku większości gatunków.
- Kompleks apikalny występuje na etapie sporozoitu, ale zanika w fazie trofozoitu w przypadku Eugregarina i Neogregarina.
- Trofozoity mają duże i wyraźne jądra i jąderka.

Pasożyty te mają stosunkowo duże wrzecionowate komórki, w porównaniu do innych apikompleksów i eukariontów w ogóle (niektóre gatunki osiągają ponad 850 µm długości).

## Historia
Opisane przez lekarza Frencesco Redi w 1684 roku, gregaryny należą do najdłużej znanych pasożytów.